# Col·legi d'Advocats de Tortosa
L'Il·lustre Col·legi d'Advocats i Advocades de Tortosa és una corporació professional de dret públic emparada per la llei, amb personalitat jurídica pròpia i plena capacitat per al compliment de les seves finalitats. El seu àmbit d'actuació es circumscriu als partits judicials de Tortosa, Amposta i Gandesa. Va ser fundat el 1844. El 3 de juliol de 2009 inaugurava la nova seu col·legial situada al carrer Bisbe Aznar, 8-12 de Tortosa.